# Ramaz Paliani
Ramaz Paliani, född den 21 augusti 1973 i Mestia, Georgien, är en georgisk boxare som tog OS-brons i fjäderviktsboxning 1992 i Barcelona. I detta mästerskap representerade han det förenade laget. Han har tävlat internationellt för Georgien, Ryssland och Turkiet.